# Robert G. Fergusson

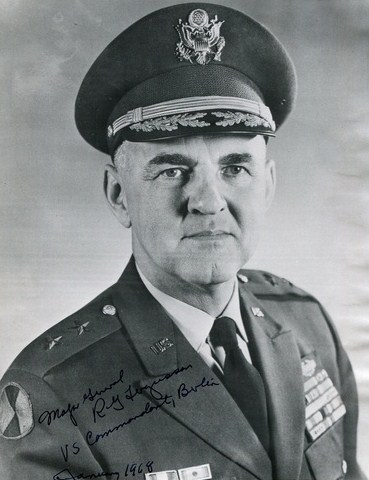
Major General Robert G. Fergusson, USCOB Commander, 1968

Robert George Fergusson (* 20. Mai 1911 in Illinois; † 10. August 2001 in Pebble Beach) war ein US-amerikanischer Offizier und Generalmajor der United States Army. Fergusson war von Juni 1967 bis Februar 1970 Kommandant des amerikanischen Sektors von Berlin.

## Leben
General Fergusson trat 1932 in West Point ein, nachdem er das Beloit College in Wisconsin besucht hatte. Sein erster Einsatz nach seinem Abschluss war als 2nd Lieutenant bei der 11. US-Kavallerie in Monterey, Kalifornien. Ende 1938 wurde Fergusson zum Adjutanten von Generalmajor H.T. Burgin ernannt und begleitete ihn nach Hawaii, wo Burgin als Chef der Artillerie diente. Danach war Fergusson im Hauptquartier der Hawaiianischen Artillerie – Seeküste und Flugabwehr in Fort De Russy, Waikiki, Hawaii, stationiert. Er blieb dort bis nach dem japanischen Angriff auf Pearl Harbor im Dezember 1941.
Im Mai 1942 kehrte Fergusson als Kommandeur des 7. Mechanisierten Aufklärungsgeschwaders der 7. motorisierten Division nach Kalifornien zurück. Kurz darauf wurde die Division zur 7. Infanteriedivision umgewandelt und Fergusson übernahm eine Position im Generalstab der Division. Er sollte an den Aleuten, dem Zentralpazifik und den philippinischen Kampagnen im Pazifischen Kriegsschauplatz teilnehmen. 1945 wurde Fergusson zum Geheimdienst-Offizier des Zentralen Heeres-Pazifik-Basiskommandos auf Hawaii ernannt. Am Ende des Krieges wurde er zum Oberst befördert. Er diente 1950 während des Koreakriegs als stellvertretender Leiter des Nachrichtendienstes der Achten Armee. Fergusson wurde 1954 zum stellvertretenden Stabschef des Hauptquartiers der US-Armee im Pazifikraum auf Hawaii ernannt.
1961 wurde Fergusson zum Brigadegeneral befördert und als stellvertretender Divisionskommandeur zur 24. Infanteriedivision nach Augsburg versetzt. Nachdem er von 1962 bis 1965 als Stabschef der Central Army Group der NATO in Heidelberg gedient hatte, kehrte er in die Vereinigten Staaten zurück. 1965 wurde General Fergusson nach Fort Ord versetzt, wo er bis 1967 als Basiskommandant diente, und die 7th Infantry Division befehligte. Vor seiner Pensionierung im Jahr 1970 diente Fergusson von Juni 1967 bis Februar 1970 als Kommandant des Amerikanischen Sektors von Berlin und Kommandeur der US-Streitkräfte in Berlin.

## Familie
Fergusson war verheiratet mit Charlotte L. Fergusson, geb. Lawrence (1913–2013). Während seiner Zeit in Berlin fiel sein 24-jähriger Sohn Robert J. Fergusson 1967 im Vietnamkrieg.

## Auszeichnungen
General Fergusson wurde im Verlauf seiner Dienstzeit mit folgenden Orden und Ehrenzeichen ausgezeichnet:
- Army Distinguished Service Medal
- Legion of Merit
- Bronze Star
- Purple Heart